# Tre små gummor (bok)
Tre små gummor är en kriminalroman av Maria Lang (pseudonym för Dagmar Lange), utgiven första gången 1963 på bokförlaget Norstedts. Romanen har översatts till danska, norska, finska och franska.

## Handling
Christer Wijk är tio år gammal, året 1929 och det är marknad i Skoga. Skogafamiljen Bengtsson har fått ett arv från Amerika på hundratusentals kronor och de tre systrarna Ellen, Lovisa och Clara ska roa sig på marknaden, trots att de alla är över 80 år gamla. Där finns karuseller, radiobilar, sockervadd och karameller, motorcyklisterna kör uppåt väggarna och kvinnor sågas itu. Leo Berggren som är nybliven poliskonstapel patrullerar runt bland stånden och besökarna stormtrivs.
Plötsligt krossas idyllen när en av slänggungorna rasar i marken med gumman som satt i den. Ett brutalt mord eller är det fler?

## Karaktärer
Personer som avlidit före marknaden:
- Ernst Bengtsson, lantbrukare
- Gustaf Bengtsson, emigrant
- Ruben Sjöberg, apotekare

Olika slags marknadsbesökare:
- Ellen Bengtsson, den första av tre små gummor
- Lovisa Bengtsson, den andra av tre små gummor
- Clara Bengtsson, den tredje av tre små gummor
- Sofie Sjöberg, änka efter apotekaren
- Henning Bengtsson, kamrer i Bergslagsbanken
- Magnhild Bengtsson, hustru till bankkamrern
- Tuss Bengtsson, farmaceut under polisuppsikt
- Ingvar Sjöberg, yngling utan stadga
- Vincent Flod, änkeman med två kor
- Renata Poncielli, behagfull ballongflicka
- Leo Berggren, patrullerande polis
- Karl-Arne Wallén, lovande ung landsfogde
- T.T. Tobiasson, kunnig kriminalöverkonstapel